# Сеттон, Аманда
Аманда Сеттон (англ. Amanda Setton; род. 16 декабря 1985, Грейт-Нек, Нью-Йорк) — американская телевизионная актриса.

## Жизнь и карьера
Сеттон родилась в Нью-Йорке. В 2007 году она окончила Ithaca College со степенью бакалавра в области драмы. В следующем году она начала свою телевизионную карьеру со второстепенной роли в сериале The CW «Сплетница», а затем присоединилась в регулярной роли к дневной мыльной опере ABC «Одна жизнь, чтобы жить», где снималась на протяжении двух лет.
Сеттон снялась в первом сезоне ситкома Fox «Проект Минди» в 2012—13 годах, а после увольнения из шоу получила регулярную роль в ситкоме CBS «Сумасшедшие». Шоу было закрыто после одного сезона.

## Личная жизнь
Сеттон замужем и в августе 2020 года объявила, что ждёт третьего ребёнка.

## Фильмография

### Фильмы
| Год  | Название на русском   | Название на английском                 | Роль               | Примечания             |
| ---- | --------------------- | -------------------------------------- | ------------------ | ---------------------- |
| 2005 |                       | Surrendering Serendipity: A Rock Opera | Бог                | Короткометражный фильм |
| 2008 | Однажды в Вегасе      | What Happens in Vegas                  | Горячая женщина    |                        |
| 2008 | Секс в большом городе | Sex and the City                       | Девушка            |                        |
| 2008 |                       | All the World’s a Stage                | Помощник директора |                        |
| 2014 |                       | That Thing with the Cat                | Эрика              |                        |
| 2014 | Чёрный пёс, рыжий пёс | Black Dog, Red Dog                     | Эзин               |                        |

### Телевидение
| Год             | Название на русском    | Название на английском | Роль            | Примечания                                                 |
| --------------- | ---------------------- | ---------------------- | --------------- | ---------------------------------------------------------- |
| 2008—2012       | Сплетница              | Gossip Girl            | Пенелопа Шафай  | Второстепенная роль, 31 эпизод                             |
| 2009—2011       | Одна жизнь, чтобы жить | One Life to Live       | Кимберли Эндрюс | Дневная мыльная опера, регулярная роль                     |
| 2010            | Милосердие             | Mercy                  | Барб            | Эпизоды: «I’m Fine» и «There Is No Room for You on My Ass» |
| 2011            | Голубая кровь          | Blue Bloods            | Сильвия         | Эпизод: «To Tell the Truth»                                |
| 2012—2013, 2014 | Проект Минди           | The Mindy Project      | Шона Дуканио    | Регулярная роль, 13 эпизодов                               |
| 2013            | Везунчик               | Golden Boy             | Джемма Барлив   | Эпизод: «Pilot»                                            |
| 2013—2014       | Сумасшедшие            | The Crazy Ones         | Лорен Слотски   | Регулярная роль, 22 эпизода                                |
| 2014—2015       | Гавайи 5.0             | Hawaii Five-0          | Минди Шоу       | Второстепенная роль, 6 эпизодов                            |